# Gregório Taumaturgo de Azevedo
Gregório Taumaturgo de Azevedo CvA (Barras, 17 de novembro de 1853 — Rio de Janeiro, 29 de agosto de 1921) foi um político brasileiro.

## Biografia
Filho de Manuel de Azevedo Moreira de Carvalho e de Angélica Florinda Moreira de Carvalho. Sentou praça no Exército aos 15 anos de idade, como segundo cadete do 1º Regimento de  Cavalaria. Em 1870, ingressou na Escola Militar no Rio de Janeiro, então capital do Império, e em 1874,  tornou-se alferes. Ao concluir o curso de engenharia militar, passou a servir nas fortalezas de Santa Cruz, da Laje e de São João. Em 1879, foi nomeado secretário da Comissão de Limites do Brasil com a Venezuela, chefiada pelo barão de Parima. Em 1883, voltou ao Rio de Janeiro e foi condecorado pelos governos do Brasil e da Venezuela.
Já no posto de capitão de engenheiros serviu no Arquivo Militar, onde iniciou a confecção da Carta Geral das Fronteiras do Brasil. Em 1884, foi para o Amazonas como comandante-geral das fronteiras e inspetor de secas e fortificações. Algum tempo depois, foi enviado a Pernambuco como engenheiro da estrada de ferro entre Recife e Olinda e perito do prolongamento que ligava a capital à cidade de Petrolina. Nesse período ingressou na Faculdade de Direito do Recife.
Foi governador do Piauí, de 26 de dezembro de 1889 a 4 de junho de 1890. Governou também o Amazonas, de 1 de setembro de 1891 a 27 de fevereiro de 1892. É fundador do Município de Cruzeiro do Sul no Acre. Comandou a Força Policial do Distrito Federal, atual Polícia Militar do Estado do Rio de Janeiro, entre 1909 e 1910. 
Faleceu na cidade do Rio de Janeiro, em 29 de agosto de 1921 aos 67 anos de idade.
A cidade Marechal Thaumaturgo (AC), foi assim batizada em sua homenagem.

## Condecorações
- Cavaleiro da Ordem de São Bento de Avis
- Comendador do Imperial Ordem da Rosa
- Comendador da Ordem de Cristo
- Medalha Militar de Ouro
- Medalha de 4ª classe do busto de Simon Bolivar
- Grande Placa de Honra e Mérito da Cruz Vermelha